# Fähnrich Stahl
Fähnrich Stahl (schwedischer Originaltitel Fänrik Ståls sägner „Fähnrich Stahls Erzählungen“) ist der Titel einer Gedichtsammlung des finnlandschwedischen Dichters Johan Ludvig Runeberg. Sie erschien in zwei Teilen 1848 und 1860 und behandelt den russisch-schwedischen Krieg 1808–1809. Sie wurde von Albert Edelfelt mit zahlreichen Zeichnungen illustriert. Es gibt mehrere deutsche Übersetzungen; am bekanntesten ist die von Wolrad Eigenbrodt, die in mehreren Auflagen gegen Ende des 19. Jahrhunderts und in der ersten Hälfte des 20. Jahrhunderts, zunächst unter dem Titel Fähnrich Stahls Erzählungen, später Fähnrich Stahl, erschienen ist.
Fänrik Ståls sägner gilt bis heute in Finnland (neben Kalevala) und Schweden als Nationalepos.

## Historischer Hintergrund
Finnland war seit dem Mittelalter ein Teil Schwedens. Im Jahr 1805 bildete Schweden mit Großbritannien, Russland und Österreich die dritte gegen Napoleon gerichtete Koalition. Hintergrund war zum einen die enge wirtschaftliche Verbindung Schwedens mit England, zum anderen aber auch der Hass des schwedischen Königs Gustavs IV. Adolf auf Napoleon. Schwedens Lage wurde jedoch prekär, als 1807 Russland im Frieden von Tilsit sich mit Frankreich verbündete und zugleich auch Dänemark ein Bündnis mit Frankreich schloss. Russland konnte nun mit Napoleons Rückendeckung in Finnland einmarschieren. Dies geschah im Februar 1808. Da die Ostsee zugefroren war, konnte aus Schweden zunächst keine Verstärkung kommen. Die schwedisch-finnische Armee unter Generalfeldmarschall Mauritz Klingspor wich daher nach Nordfinnland aus. Die Festung Sveaborg an der finnischen Südküste, die eigentlich russische Kräfte binden sollte, kapitulierte aus bis heute nicht geklärten Gründen am 3. Mai 1808 ohne Kampf. Trotz einiger anfänglicher Erfolge der schwedisch-finnischen Armee gelang es der russischen Armee, bis Ende des Jahres 1808 ganz Finnland zu besetzen und den Krieg nach Schweden zu tragen. Am 13. März 1809 wurde der schwedische König Gustav IV. Adolf, dem die Schuld für das Fiasko gegeben wurde, gestürzt. Erst am 17. September 1809 wurde Frieden geschlossen: Im Vertrag von Fredrikshamn (finn. Hamina) musste Schweden ganz Finnland an Russland abtreten, worauf das Großfürstentum Finnland entstand.

## Inhalt und Bedeutung

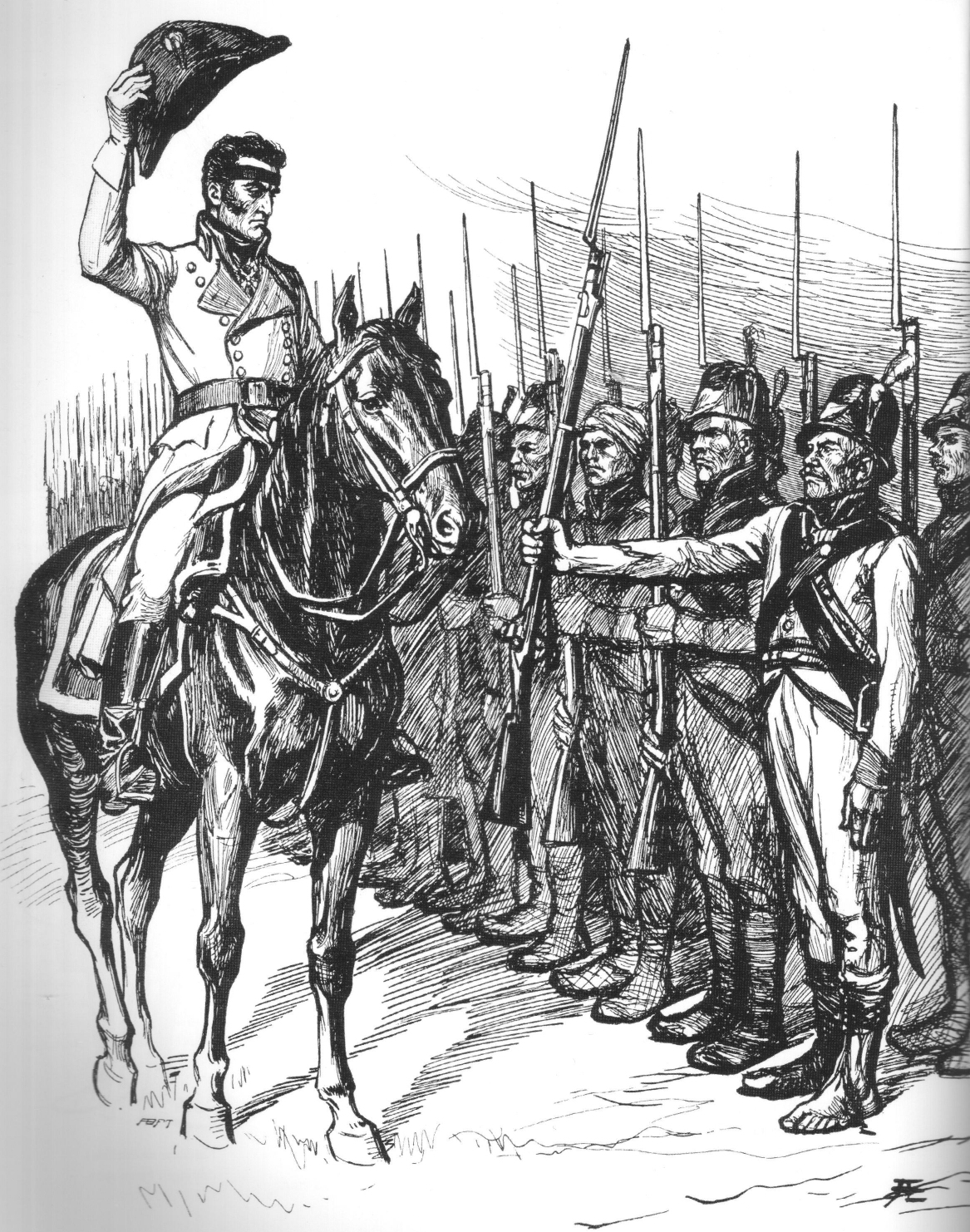
Döbeln vid Jutas, Zeichnung von Albert Edelfelt

Fänrik Ståls sägner erzählt, zumeist in Balladen und anekdotischen Gedichten, Geschichten aus dem schwedisch-russischen Krieg, insbesondere Heldentaten der schwedisch-finnischen Soldaten. In einer Art Rahmenhandlung wird geschildert, wie das lyrische Ich als junger Mann auf dem Land als Hauslehrer tätig war und dort den alten Fähnrich Stål traf, der ihm von seinen Kriegserlebnissen erzählte. Vorgestellt werden nicht nur Generäle und Offiziere, sondern auch einfache Soldaten. Auch Zivilisten wie die Marketenderin Lotta Svärd – deren Name in der nach ihr benannten Lottabewegung bis heute weiterlebt – und der Landshövding (Landeshauptmann, ungefähr: Regierungspräsident) Wibelius werden liebevoll porträtiert. Am glänzendsten gelungen sind freilich die hasserfüllten, von beißendem Sarkasmus geprägten Darstellungen der drei Personen, denen Runeberg die Schuld an dem militärischen Debakel gibt: König Gustav IV. Adolf, Oberbefehlshaber Mauritz Klingspor und der Kommandant der Festung Sveaborg Carl Olof Cronstedt. Durchgehendes Thema von Fänrik Ståls sägner ist die Vaterlandsliebe, die Menschen aus allen Schichten zu gemeinsamem selbstlosem Dienst vereinigt. Vorangestellt ist das Gedicht Vårt land („Unser Land“), das später die Nationalhymne Finnlands wurde.
Der ungebrochene Patriotismus, die naive Verherrlichung des Krieges, in der die ganz realen Schrecken völlig verschwiegen werden, und manche Eigenheiten wie die Verzweiflung des Dorfmädchens darüber, dass sein Freund desertiert ist, statt den Tod in der Schlacht zu suchen, wirken heute befremdlich. Was aber bis heute lebendig ist, ist die einfache, eingängige, ungekünstelte, volkstümliche Sprache der Gedichte. Zugleich arbeitet Runeberg kunstvoll mit einer Vielzahl verschiedener Versformen und Versmaße, darin dem Vorbild von Fritiofs saga von Esaias Tegnér folgend.
Hier ein typisches Beispiel aus Fänrikens marknadsminne („Die Erinnerung des Fähnrichs an den Jahrmarkt“):
Varför fick jag icke falla, där så mången hjälte föll,
där den käcka finska hären sina högtidsstunder höll,
där vår ära lyste klarast, där vår lycka blidast var,
under Siikajokis, Lappos, Alavos och Salmis dar.
(„Warum durfte ich nicht fallen, als so mancher Held fiel, als das tapfre finnische Heer seine Festmomente hatte, als unsere Ehre am klarsten leuchtete, als unser Glück am mildesten war, während der Tage von Siikajoki, Lappo, Alavo und Salmi?“)

## Die einzelnen Gedichte

### Erster Teil
- Vårt land („Unser Land“)
- Fänrik Stål („Fähnrich Stål“)

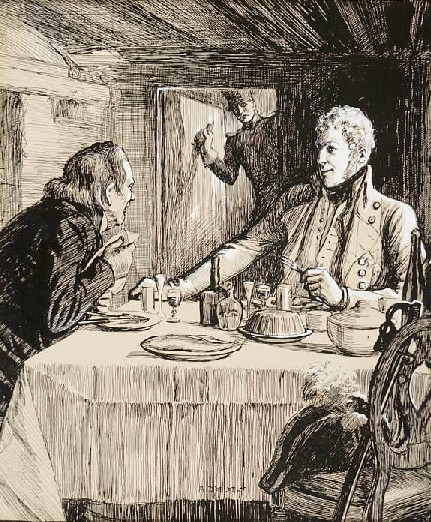
Sandels, Zeichnung von Albert Edelfelt

- Molnets broder („Bruder der Wolke“)
- Veteranen („Der Veteran“)
- Löjtnant Zidén („Leutnant Zidén“)
- Torpflickan („Das Dorfmädchen“)
- Sven Dufva („Sven Dufva“)
- Von Konow och hans korpral („Von Konow und sein Korporal“)
- Den döende krigaren („Der sterbende Krieger“)
- Otto von Fieandt („Otto von Fieandt“)
- Sandels („Sandels“)
- De två dragonerna („Die zwei Dragoner“)
- Gamle Hurtig („Der alte Hurtig“)
- Kulneff („Kulneff“)
- Konungen („Der König“)
- Fältmarskalken („Der Feldmarschall“)
- Sveaborg („Sveaborg“)
- Döbeln vid Jutas („Döbeln bei Jutas“)

### Zweiter Teil

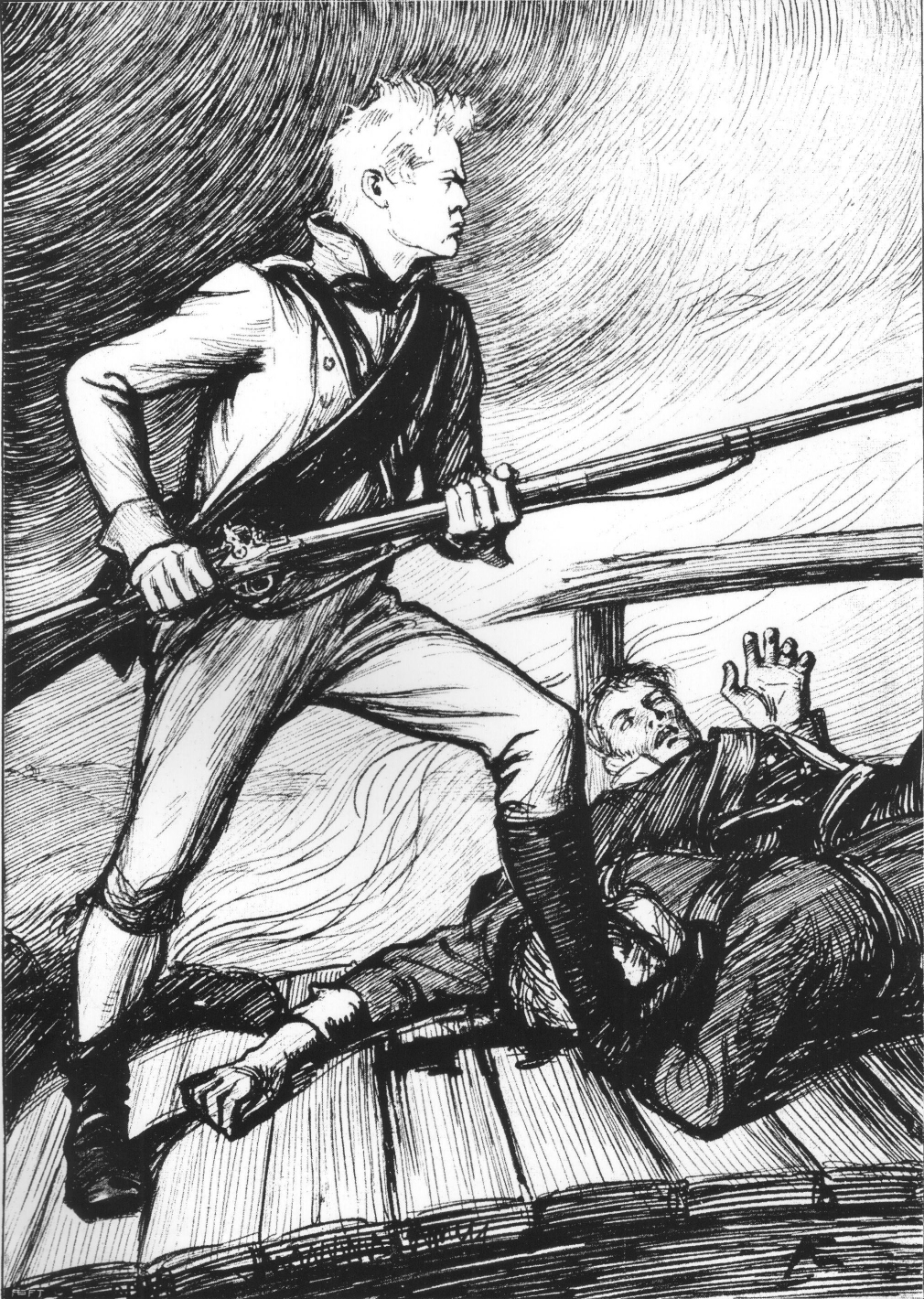
Sven Dufva, Zeichnung von Albert Edelfelt

- Soldatgossen („Der Soldatenjunge“)
- Björneborgarnas marsch („Der Marsch der Björneborger“)
- Fänrikens marknadsminne („Die Erinnerung des Fähnrichs an den Jahrmarkt“)
- Lotta Svärd („Lotta Svärd“)
- Gamle Lode („Der alte Lode“)
- Främlingens syn („Was der Fremde gesehen hat“)
- Fänrikens hälsning („Der Gruß des Fähnrichs“)
- Von Törne („Von Törne“)
- Den femte juli („Der fünfte Juli“)
- Munter („Munter“)
- Von Essen („Von Essen“)
- Trosskusken („Der Kutscher“)
- Wilhelm von Schwerin („Wilhelm von Schwerin“)
- N:r femton Stolt („Nr. 15, Stolt“)
- Bröderna („Die Brüder“)
- Landshövdingen („Der Landshövding“)
- Adlercreutz („Adlercreutz“)

## Geflügelte Worte
Fänrik Ståls sägner zeichnet sich aus durch viele kurze, knappe, markante Formulierungen. Etliche davon sind in der schwedischen Sprache zu geflügelten Worten geworden. Hier ein paar Beispiele:
- O land, du tusen sjöars land („O Land, du Land der tausend Seen“ – aus Vårt land)
- Jag såg en här, som frös och svalt / och segrade tillika („Ich sah ein Heer, das fror und hungerte und gleichwohl siegte“ – aus Fänrik Stål)
- De tala några enkla ord, / tag mot dem, dyra fosterjord („Sie [die Gedichte] sprechen einige schlichte Worte, nimm sie entgegen, teures Vaterland“ – aus Fänrik Stål)
- Mer än leva, fann jag, var att älska, / mer än älska är att dö som denne („Mehr als zu leben, fand ich, war zu lieben / Mehr als lieben ist, wie dieser zu sterben“ – aus Molnets broder)
- Släpp ingen djävul över bron („Lass keinen Teufel über die Brücke“ – aus Sven Dufva)
- Ett dåligt huvud hade han, men hjärtat, det var gott („Einen schwachen Kopf hatte er, aber das Herz, das war gut“ – aus Sven Dufva)
- Giv åt Stål en penning även, / eller tag ock min („Gib auch Stål einen Pfennig [scherzhaft für Orden], oder nimm auch meinen“ – aus De två dragonerna)
- Vid femton år gevär han tog, vid sjutton var han man. („Mit fünfzehn Jahren nahm er das Gewehr, mit siebzehn war er Mann“ – aus Soldatgossen).
- Ojämt falla ödets lotter („Ungleich fallen die Lose des Schicksals“ – aus Fänrikens marknadsminne)
- Han kysste och han slog ihjäl / med samma varma själ („Er küsste und er schlug tot mit derselben warmen Seele“ – aus Kulneff)